# Mine de Fort Knox
 (mars 2025).
La mine de Fort Knox est une mine à ciel ouvert d'or située en Alaska. Elle appartient à Kinross Gold. Elle a ouvert en 1996.